# مادة رابطة

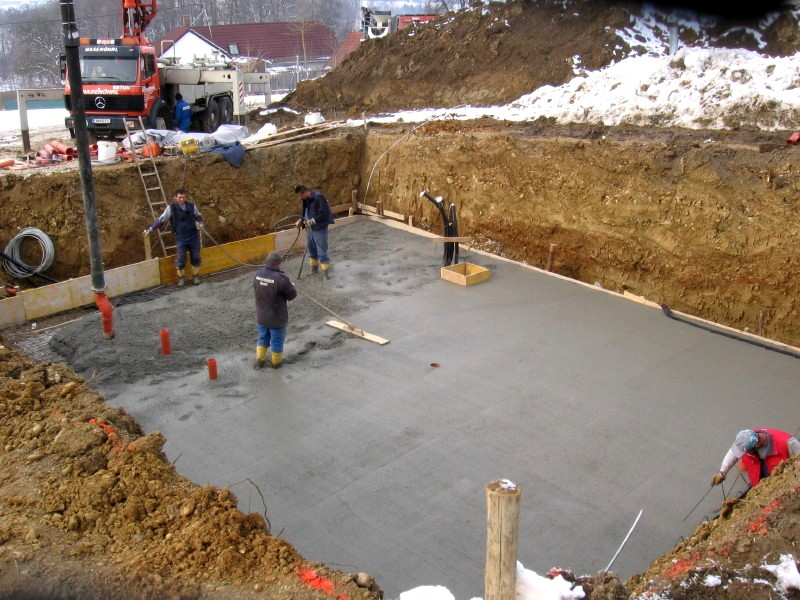

المادة الرابطة تربط مواد أخرى بعضهم ببعض، ميكانيكيا أو كيميائيا.